# Stubton
Stubton är en ort och civil parish i Storbritannien.   Den ligger i grevskapet Lincolnshire och riksdelen England, i den sydöstra delen av landet, 170 km norr om huvudstaden London. Stubton ligger 29 meter över havet och antalet invånare är 163.
Terrängen runt Stubton är platt. Runt Stubton är det ganska tätbefolkat, med 139 invånare per kvadratkilometer. Närmaste större samhälle är Grantham, 13,7 km söder om Stubton. Trakten runt Stubton består till största delen av jordbruksmark.